# Расшуа
Расшу́а (на российской карте 1745 года — Воевода) — остров средней группы Большой гряды Курильских островов. Административно входит в Северо-Курильский городской округ Сахалинской области. С геологической точки зрения, представляет собой надводную постройку одноимённого вулкана с добавлением остатка более древнего вулкана в виде южного мыса. В настоящее время остров необитаем, хотя в прошлом определённую хозяйственную деятельность на нём осуществляли и постоянно проживали немногочисленные айны, в переводе с языка которых Расшуа означает, по одной версии, «шуба», по другой — «горящая лучина» (от айнск. «рас» — щепка, «уа» — гореть).

## География и геология
Длина острова 13 км, ширина — 6 км. Площадь 63,35 км². В 2 км к югу расположен небольшой остров Карлик. Расшуа отделён проливом Надежды от острова Матуа, расположенного в 28 км северо-восточнее; проливом Среднего — от островов Среднего, расположенных в 10 км юго-западнее. В центральной части расположен действующий вулкан Расшуа высотой 948 м, в южной части — гора Серп (495 м). Серповидный хребет на юге острова является остатком более древнего вулкана. Имеются геотермальные серные источники.

## Климат
Для климата острова характерны повышенная влажность воздуха, большое количество туманных дней, прохладное лето, значительное количество осадков, довольно жёсткий ветровой режим. Среднегодовая температура составляет порядка +4,0 °C. Из-за модерирующего влияния океана амплитуды годовых температур невелики. Сильные морозы поэтому также исключены.

## Флора
Уровень флористического богатства острова невысок из-за его удалённости от континента: здесь учтено 264 видa высших сосудистых растений (для сравнения, на Кунашире их 1067). Значительная часть острова покрыта зарослями низкорослого кустарника. На склонах — карликовые берёзы и ольхи, травянистая растительность. По острову проходит северная граница островного ареала берёзы каменной (Betula ermanii Cham.). К интересным представителям местной флоры относятся башмачок Ятабе и рейнутрия сахалинская.

## Фауна
Лежбища антура (курильского тюленя) на россыпях прибрежных камней у западного, восточного (ванны Сноу) и южного берегов острова, а также на расположенном в 2 км к югу острове-спутнике Карлик.
Многочисленные гнездовья кайр, тупиков, глупышей, чаек. Водятся лисицы, песцы и мелкие грызуны. По острову проходит южная граница лежбищ сивучей (Eumetopias jubatus). На острове Расшуа в кальдере Серп вблизи озера Белое водится голубянка торфяная (Vacciniina optilete (Staudinger).

## История

### В Российской Империи
На Расшуа постоянно проживали айны (не более 2—3 десятков человек), которые к 1736 году вошли в российское подданство путём уплаты ясака камчатским сотникам и приняли православие. Камчатские сотники оставили первые описания острова.
С 1760-х годов остров стал появляться на российских картах региона. В 1760-х посланник камчатской администрации сотник Иван Чёрный заложил традицию порядкового исчисления островов и кучно расположенных субархипелагов Курильской гряды от Камчатки до Японии. Поэтому во времена гидрографических описаний конца 18 — начала 19 века остров также имел номерное обозначение в составе Курильской гряды — Тринадцатый. В своём «журнале или записке» Иван Чёрный, упоминая 13-й остров под именем Расагу, сообщает, что «постоянных жителей было мало, но остров обыкновенно посещали для промысла бобров курильцы с 14-го острова, и временные их юрты устраивались в бухте на западной стороне южного мыса».
Остров описан под названием Расагу или Рашауа у Г.И. Шелихова в его «Путешествии г. Шелехова с 1783 по 1790 год из Охотска по Восточному Океану к Американским берегам...»:

Расагу или Рашауа, третийнадесять остров, отстоит от предъидущего на 40 верст; в длину и ширину простирается по 30 верст. На нем есть высокие хребты, а кругом утесы; берег морской каменист, песчаных мест мало. По косогорам и хребтам ростет хороший Березник, Ольховник и Кедровник, а под горою по полям и ровным местам всякая трава, и между прочими весьма высокая с большим листом. Зверей кроме лисиц на сем острове нет, и то в малом количестве; по утесам и камням родятся всякие морские птицы; около острова водятся Бобры и Нерпы. Малое число жителей острова сего нравами и образом жизни подобны Курильцам, живущим на первых островах, и говорят одинаким языком.
К 1811 году местный айнский глава уже обладал грамотой, выданной ему иркутским губернатором, подтверждающей покровительство Российской империи над островом.
Симодский трактат 1855 года признал права Российской империи на остров, однако в 1875 году он, как и все находившиеся под российской властью Курилы, был передан Японии в обмен на признание российских прав на Сахалин. В ответ часть местных айнов переселилась на оставшуюся российской Камчатку и Алеутские острова[уточнить], где они смешались с русскими, алеутами и камчадалами.

### В составе Японии
В 1875—1945 гг принадлежал Японии.
Согласно административно-территориальному делению Японии остров стал относиться к уезду (гуну) Симусиру (т.е. Симушир в японском произношении), который охватывал не только сам Симушир, но и все острова на север до Райкоке. Уезд в свою очередь входил с 1876 по 1882 год в состав провинции Тисима под управлением Комиссии по колонизации Хоккайдо; с 1882 до 1886 года — в состав префектуры Нэмуро, после — префектуры Хоккайдо.
Правительство Мэйдзи не хотело, чтобы обрусевшие айны жили в непосредственной близости от северной границы империи. В 1884 году оставшаяся часть айнского населения Расшуа была переселена японскими властями на Шикотан.

### В составе СССР/России
В 1945 году по итогам Второй мировой войны перешёл под юрисдикцию СССР.
2 февраля 1946 года включён в состав Южно-Сахалинской области.
2 января 1947 года включён в состав Сахалинской области РСФСР.
С 1991 года в составе России, как страны-правопреемницы СССР.
Объектом активных исследований российских учёных остров стал лишь с 1990-х годов.
В XXI веке экспедиции российских учёных открыли на острове Расшуа остатки поддельных оборонительных сооружений, которые возводились японцами ради введения в заблуждение неприятеля — отвлечения внимания от укреплений соседнего острова Матуа.

### Особая позиция Японии по территориальной принадлежности острова
Используя в территориальном споре с Россией фактор Сан-Францисского мирного договора 1951 года, который не был подписан СССР, японское правительство, тем не менее, опирается на те варианты толкований договоренностей между союзниками — СССР, США, Великобританией и Китаем — которые подкрепляют японскую позицию. В частности, поскольку в Сан-Францисском договоре не оговаривается, в пользу какого государства Япония отказывается от своих прав на Курилы, принадлежность острова, по мнению японского правительства, до сих пор не определена, а за Россией признаётся лишь «фактический контроль».